# Erősáramú berendezések felülvizsgálata
Az erősáramú berendezések felülvizsgálatát az OTSZ (Országos tűzvédelmi szabályzat) rendeli el, mely egy kötelező érvényű BM rendelet (35/1996. (XII.29.) BM ). Alapvető célja a villamos berendezések által okozott tűzveszély, illetve robbanásveszély kiküszöbölése. A felülvizsgálati jegyzőkönyvet a tűzoltóság kérheti és kéri is ellenőrzései során.
Az OTSZ előírásai kötelezőek, megszegésük, be nem tartásuk a büntető törvénykönyv szerinti „foglalkozás körében elkövetett veszélyeztetés” következményeivel járhat. Az előírt tűzvédelmi felülvizsgálatok elmulasztásáért tűzvédelmi bírság is kiszabható.

## Az erősáramú berendezések felülvizsgálatának szempontjai
- A létesítés idején a szabványoknak és egyéb előírásoknak megfelelően építették-e ki a berendezést
- Nem változott-e a vizsgált helyiségben folytatott tevékenység technológiája oly mértékben, hogy az a villamos berendezés megváltoztatását igényelné (pl. a korábban nem robbanásveszélyes technológia robbanásveszélyessé változott)
- Nem romlott-e le a villamos berendezés állaga (állapota) olyan mértékben, ami már veszélyt jelent

## A vizsgálat szükségessége
A villamos berendezések létesítésére vonatkozó előírások (szabványok, rendeletek) közös jellemzője és alapvető célkitűzése az, hogy a villamos berendezések hosszú időn keresztül is biztonságosan legyenek használhatók. A használati biztonság nem egyszerűen azt jelenti, hogy a villamos berendezések ne okozzanak balesetet (élet-, testi épség biztonsága), hanem azt is, hogy működésük használatuk során ne keletkezzenek tűzesetek, robbanások, stb., tehát különféle működési zavarok, hibák (üzembiztonság). Az előírásoknak ez a több célú követelményrendszere lényegében azt jelenti, hogy ezek nem egyszerű munkavédelmi előírások, hanem a biztonság komplex értelemben vett megvalósítását is szolgálják, de elsődleges céljuk az emberi élet védelme.

## Felülvizsgálatot végző személyek
Az erősáramú berendezések felülvizsgálatát (E.B.F.) csak engedéllyel rendelkező villanyszerelők végezhetik. A felülvizsgálat során egy jegyzőkönyvet állítanak ki, amit a munkavédelmi ellenőrzések során a munkáltatónak fel kell tudnia mutatni. Az EBF nem összekeverendő az érintésvédelmi felülvizsgálattal, ugyanis egy munkavédelmi ellenőrzés során mind a két jegyzőkönyvet kérik a hatóságok.